# Namlish
Namlish ist ein Kofferwort aus den englischen Wörtern Namibia(n) (deutsch Namibia/Namibisch) und English (deutsch Englisch). Es handelt sich um eine Mischsprache, die in Namibia von weiten Teilen der schwarzafrikanischen Bevölkerung des Landes, besonders aber von den Owambo und Kavango, gesprochen wird. Namlish ist dabei eine gesonderte Form der englischen Sprache und wird zum Teil als eine Variante des Pidgin betrachtet. Lässt man die zahlreichen Eigenarten des Namlish zunächst außen vor, so ähnelt es in seiner Grundgesamtheit in Bezug auf Aussprache, Betonung und Vokabular mehr dem britischen Englisch als dem amerikanischen Englisch.
 Namlish hat sich besonders im Norden Namibias entwickelt, der von den Owambo und Kavango dicht besiedelt wird.
Namlish wird zudem von einer Vielzahl, vor allem jugendlicher Deutschnamibier, als Synonym für die deutsche Sprache in Namibia genannt.

## Hintergrund
In Namibia ist Englisch heute die offizielle Amtssprache. Dies gilt seit der Unabhängigkeit des Landes im Jahr 1990, und dies obwohl Englisch von keiner größeren ethnischen Gruppe des Landes als Muttersprache gesprochen wird (u. a. wurde Namibia auch nie von einer englischsprachigen Nation kolonisiert). Vor der Unabhängigkeit des Landes war Englisch zwar als Verkehrssprache neben Afrikaans bereits stark verbreitet, jedoch wurde Afrikaans in der Realität deutlich öfter angewandt.
 Der Hauptgrund, Englisch als Amtssprache zu wählen, bestand für die neuen Machthaber nach der Erlangung der Unabhängigkeit (die SWAPO-Partei) in der Tatsache, dass Englisch eine Weltsprache ist. Außerdem wollte man sich durch die Nicht-Erhebung einer der namibischen Sprachen zur Amtssprache eventuelle ethnische Spannungen im Vielvölkerstaat Namibia ersparen: Durch die Festlegung auf die englische Sprache wurde so eine Bevormundung einer bestimmten namibischen Volksgruppe von vornherein vermieden. Das nach wie vor weit verbreitete Afrikaans schied als Amtssprache wohl aus, weil die SWAPO und auch weite Teile der schwarzafrikanischen Bevölkerung Namibias diese Sprache als Symbol der Unterdrückung durch das letztendlich gestürzte Apartheid-Regime betrachteten.

Deshalb spielte bei der Entscheidung zur Festlegung der Amtssprache die Tatsache, dass die Anzahl an englischen Muttersprachlern in Namibia zur Zeit der Unabhängigkeit sehr gering war (und bis heute ist), eine eher untergeordnete Rolle. Außerdem vertrat die SWAPO damals die Ansicht, dass gerade aufgrund der sehr geringen Anzahl an englischen Muttersprachlern alle Volksgruppen "gleichermaßen benachteiligt" seien.

Dies traf dann aber nur bedingt zu, weil, wie sich bald herausstellte, die weiße Minderheit Namibias generell über gute Englischkenntnisse verfügte. Außerdem hatten sich zahlreiche Exil-Namibier, welche nach der Unabhängigkeit ins Land zurückkehrten, im Ausland teils exzellente Englischkenntnisse angeeignet. Diese beiden Gruppen bildeten fortan eine Art "englischsprachige Elite" im Land, welche bis heute besteht, während die große Mehrheit der Bevölkerung durch die Festlegung auf Englisch als offizielle Amtssprache benachteiligt bleibt.
Im Jahr 2005 waren lediglich 0,8 % aller Namibier englische Muttersprachler (laut Tötemeyer aber 1,9 % im Jahr 2001). Zumindest in den ersten Jahren nach der Unabhängigkeit blieb Afrikaans daher auch die Lingua franca Namibias, obwohl es seinen offiziellen Status an die englische Sprache verloren hatte. So wurden z. B. zu dieser Zeit noch die meisten Strafprozesse vor Gericht auf Afrikaans geführt.
In Namibia gibt es heute 14 Schriftsprachen und weitere 16 Sprachen, welche lediglich in mündlicher Form existieren. Die 13 Schriftsprachen neben Englisch werden in Namibia heute als Nationalsprachen anerkannt, jedoch wird keine dieser Sprachen auf nennenswerte Art und Weise gefördert.
Diese 30 verschiedenen Sprachen und Dialekte, welche in Namibia gesprochen werden, haben heute Einfluss auf die Art und Weise, wie im Land Englisch gesprochen wird.
Weil die große Mehrheit der Namibier Englisch lediglich als zweite oder dritte Sprache spricht, werden, wenn Englisch gesprochen wird, viele Wörter und Redewendungen aus den eigentlichen Muttersprachen ins Englische übernommen. Im Vokabular des Namlish finden sich heute zahlreiche wörtliche Übersetzungen von Wörtern und Redewendungen aus den namibischen Stammessprachen Oshiwambo und Kavango ins Englische. Außerdem werden generell viele Wörter und Redewendungen aus dem Afrikaans in direkter oder wörtlich übersetzter Form verwendet. Es kommen aber auch Worte und Redewendungen aus dem Damara, dem Herero und anderen namibischen Stammessprachen vor. In diesem Zusammenhang wurde die These, dass Namlish aufgrund der ethnischen Vielfalt Namibias heute in zahlreichen Ausprägungen vorhanden ist, welche sich durchaus regional voneinander unterscheiden, 2013 von Haushona-Kavamba im Windhoek Observer postuliert. Vereinzelt finden, aufgrund der deutschen Kolonialvergangenheit, auch deutsche Wörter Anwendung. Die dadurch entstandene Mischsprache ist mit dem Englisch, welches von der schwarzafrikanischen Bevölkerung in Südafrika gesprochen wird, durchaus vergleichbar.

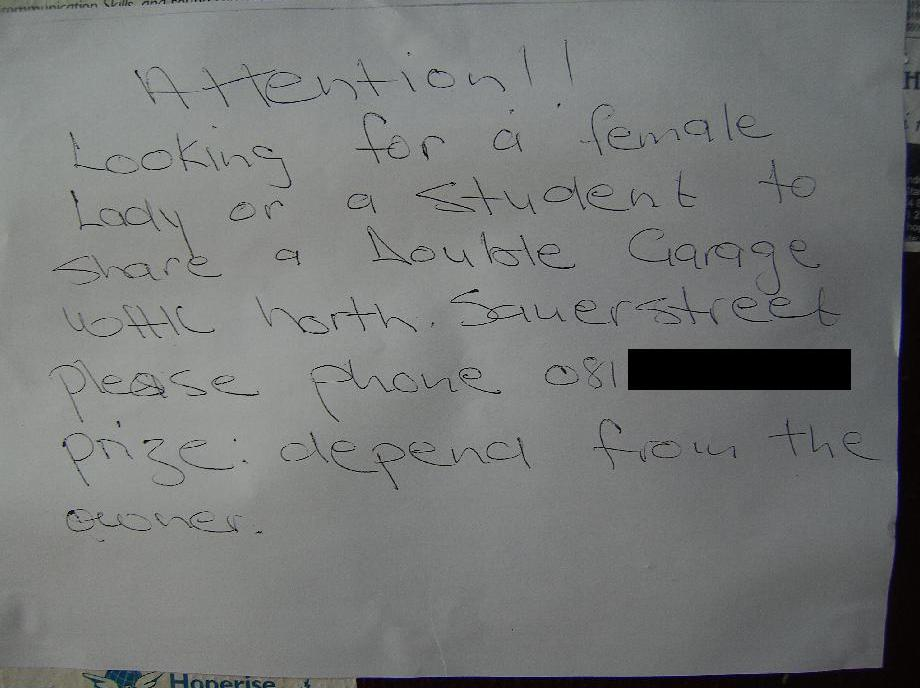
Immobilienanzeige in typischem Namlish: Es wird offenbar ein weiblicher Mieter für eine Doppelgarage gesucht, wobei es sich sowohl um eine berufstätige Frau als auch um eine Studentin handeln kann. Dabei ist das "female Lady" (dt. "weibliche Dame") hier falsch, weil das Wort Lady (dt. "Dame") bereits das Geschlecht wiedergibt. In echtem Englisch würde man bezüglich des ersten Satzes vielmehr "Looking for a lady or a female student" (dt. "Ich suche eine Frau oder eine Studentin") schreiben. Des Weiteren liegt im letzten Satz ein grammatikalischer Fehler vor, da am Ende von depend ein S fehlt und weil auf "depend" im echten Englisch ohnehin kein "from" folgt. Richtig wäre "depends on"

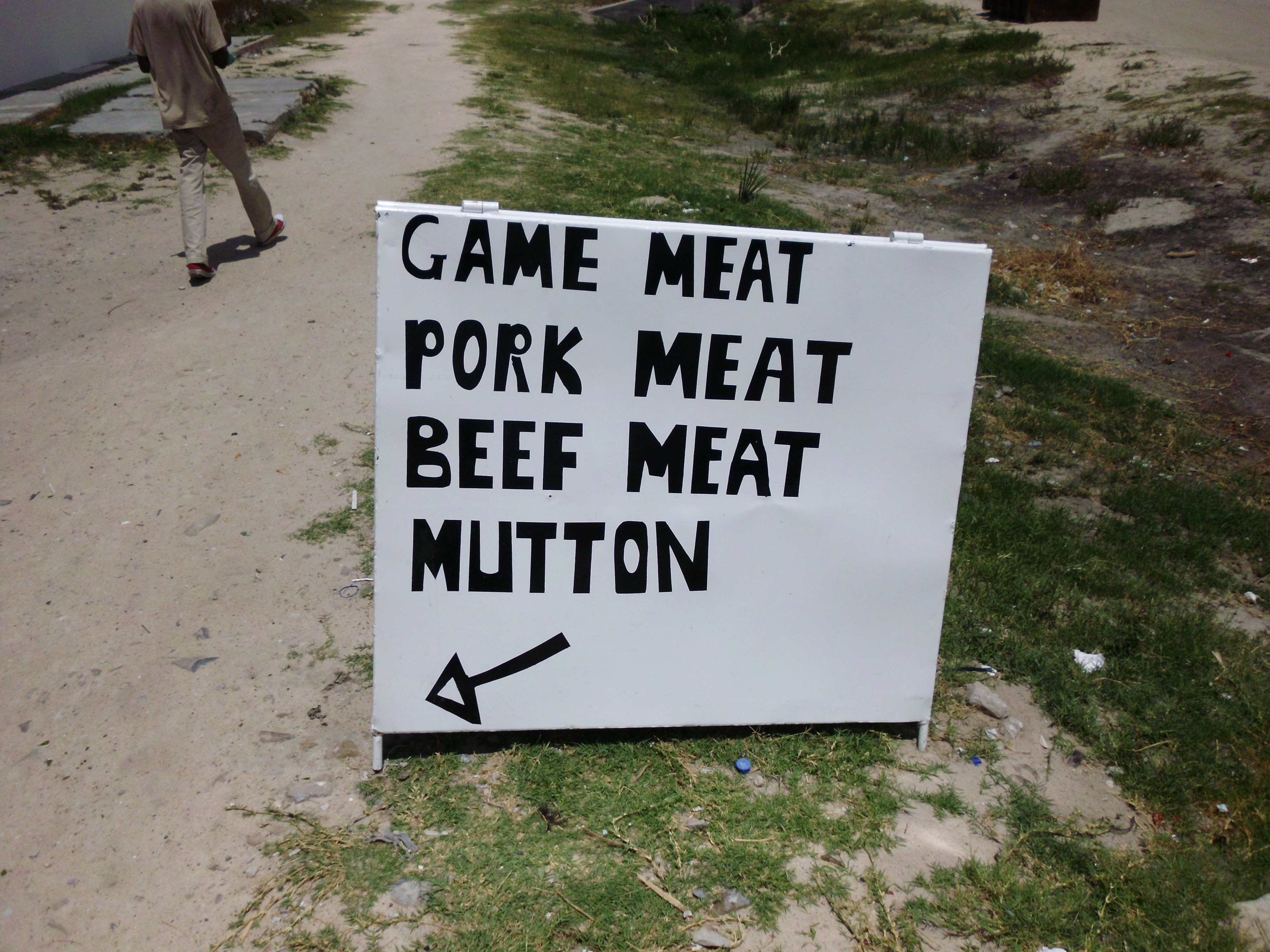
Werbetafel einer Metzgerei in Oshakati mit grammatikalisch falschem Englisch: Die englischen Wörter game, pork und beef (dt. Wildfleisch, Schweinefleisch, Rindfleisch) beschreiben bereits die angebotene Fleischart, so dass der Zusatz meat (dt. Fleisch) hier fehl am Platz ist

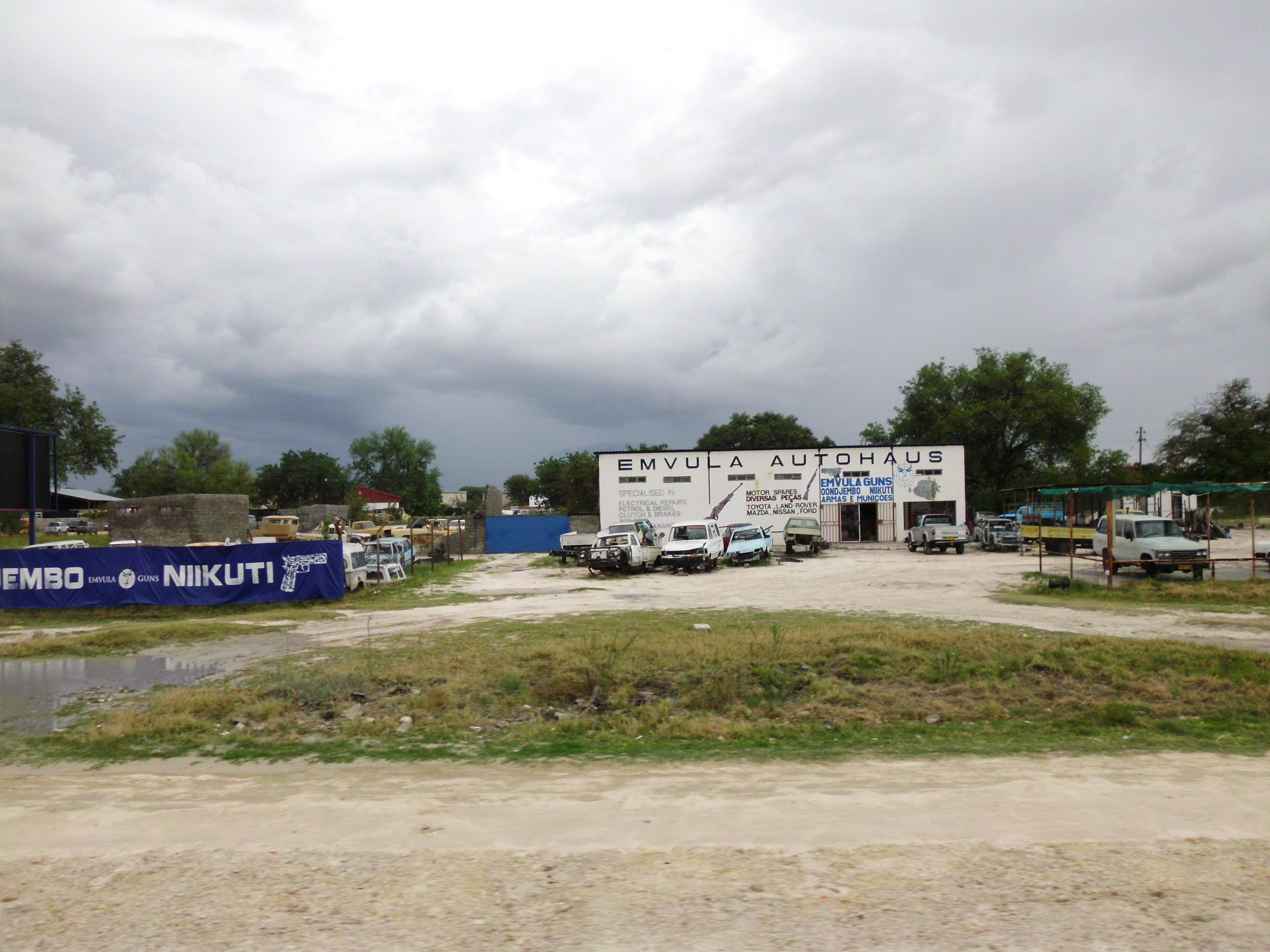
Ein Autohaus in Ongwediva als Beispiel für den Weiterbestand der deutschen Sprache im namibischen Alltag

## Beispiele

### Wörter
Baas
Afrikaans für Boss (dt. Chef). Baas wird aber in vielen Fällen auch generell für männliche Weiße angewandt (als ein Überbleibsel der Apartheid).
Babelaas
Hangover (engl. für einen Kater haben). Das Wort entstammt dem Afrikaans.
Bakkie
Ein Pick Up bzw. Kleinlaster (entlehnt aus dem Afrikaans).
Braai
Barbeque bzw. Grillparty (entlehnt aus dem Afrikaans)
Broetchen (plural Broetchens)
Ein Brötchen (entlehnt aus dem Deutschen)
Cherrie
Ein hübsches Mädchen bzw. eine hübsche Freundin. Cherrie wird wohl vom englischen Cherry (dt. Kirsche) abgeleitet, wobei es aber meist dementsprechend falsch geschrieben wird.
Cuca Shop
Eine Bar. Die Bezeichnung wird vor allem im von den Owambo bewohnten Norden Namibias verwendet und leitet sich von einer portugiesischen Biermarke ab, welche früher im Nachbarland Angola verkauft wurde, als dieses noch portugiesische Kolonie war.
Dankie
Danke (aus dem Afrikaans entlehnt).
Lapa
Überdachter Bereich vor dem Haus, welcher meist mit einem Grill und einer Bar ausgestattet ist (aus dem Oshiwambo entlehnt).
Meme
Höfliche Anrede für eine ältere Frau (aus dem Oshiwambo entlehnt) oder, substitutiv, vor allem in den von den Kavango bewohnten Gebieten, "Nane" aus dem Kavango.
Nawa
Gut oder schön (aus dem Oshiwambo entlehnt).
Tate
höfliche Anrede für einen älteren Mann (aus dem Oshiwambo entlehnt).
Robot
Eine Ampel (engl. Traffic Lights).
Shebeen
Eine Bar. Ursprünglich wurden nicht lizenzierte Bars als „Shebeen“ bezeichnet. Mittlerweile verfügen aber die meisten von ihnen über offizielle Shebeen-Lizenzen.
Botsotso
Ein Krimineller (dem Oshiwambo entlehnt).
Tekkies
Turnschuhe (in korrektem Englisch: Sneakers).
Wors
Eine Wurst (dem Afrikaans entlehnt).
Footing
Zu Fuß gehen (in korrektem Englisch würde man sagen: To go on foot bzw. to walk. Footing bedeutet im Englischen hingegen „Fundament“ oder „Basis“).
Mos
Füllwort aus dem Afrikaans ohne wirkliche Bedeutung, in etwa wie das deutsche „ne“ oder „gell“. Mos wird im Namlish sehr regelmäßig angewandt und dabei vor allem ans Satzende gestellt, wie z. B. bei I like this place mos! (dt. Ich mag es hier!).
Toilet
Badezimmer (im Namlish wird das Wort Bathroom (engl. für Badezimmer) nicht bzw. kaum angewandt).
Learner
Ein Schüler oder Student (in korrektem Englisch würde das Wort Student Anwendung finden).
Naughty
Im Namlish ist naughty (dt. frech, unartig, ungezogen) generell in etwa gleichbedeutend mit bad (dt. böse).
Cool drink
Ein Soft-Drink (z. B. Cola oder Sprite). In korrektem Englisch werden u. a. die Formulierungen Pop oder Soda verwendet.
Hot Stuff
Ein hochprozentiges alkoholisches Getränk. In korrektem Englisch würde man Spirit oder hard liquor sagen.
Nay oder Ne
Ein Füllwort (vergleichbar mit Mos), welches sehr oft ans Satzende gestellt wird, um eine Aussage zu unterstreichen. Nay kann dabei oft in etwa als "oder ?" übersetzt werden, z. B. bei "the weather is hot today, nay?" (dt.: heute ist es heiß, oder?). Ausgesprochen wird es ähnlich dem in Deutschland verbreiteten "ne".
Elastic
Ein Gummiband (in korrektem Englisch rubber band).
Somehow
Oft, vor allem wenn nach dem Befinden gefragt wird, bedeutet Somehow (dt. irgendwie) im Namlish einfach "OK". In korrektem Englisch würde man einfach "OK" sagen.
Small boy
(Dt. kleiner Junge) wird im Namlish generell für jeden jungen, meist noch unverheirateten, Mann angewandt. In korrektem Englisch wäre young man (dt. junger Mann) weitaus gebräuchlicher. Small boy wirkt dabei im "echten" Englisch eher abwertend.
Tyre road
wörtlich übersetzt "Reifenstrasse", bezeichnet im Namlish eine "asphaltierte Straße". Im korrekten Englisch gibt es diese Bezeichnung nicht und man würde üblicherweise "paved road" sagen.
Jersey
ein T-Shirt oder Sweatshirt. Im "echten" Englisch steht Jersey dagegen vielmehr speziell für ein Trikot, z. B. ein Fußballtrikot, oder allgemein für ein während sportlicher Betätigung getragenes Oberhemd.
Trolley
ein Einkaufswagen, in korrektem Englisch "shopping cart".
Plaster
ein  Pflaster, aus dem Deutschen entlehnt, aber in korrektem Englisch "band-aid".
Schooling
"Zur Schule gehen". Dieses Verb ist eine Eigenkreation des Namlish. In korrektem Englisch würde man z. B. "which school do you attend?" (dt. "auf welche Schule gehst du?") fragen, während man im Namlish einfach "where are you schooling" fragt.

### Redewendungen
„Too“ und „very“
Im Namlish sind die englischen Steigerungsformen too und very generell frei substituierbar. Wenn ein Sprecher z. B. eine andere Person als too fat (dt. zu fett) bezeichnet, dann kann hier durchaus gemeint sein, dass die betreffende Person nicht zu sondern sehr (engl. very) fett ist.
It's paining
Es tut weh bzw. es schmerzt (in korrektem Englisch würde man sagen: It hurts).
How is the condition on your side?
Wie geht es Dir? In korrektem Englisch würde man sagen: How are you doing?
Even me
In etwa gleichbedeutend mit dem englischen me, too oder me neither (dt. ich auch), aber grammatikalisch falsch.
To dirtify something
Etwas schmutzig machen (in korrektem Englisch würde man sagen: To make something dirty. Das Verb To dirtify gibt es im englischen Vokabular nicht).
Is it?
Wirklich? (in korrektem Englisch würde man sagen: Really?)
It's time
Wir / ich / es ist fertig (wörtlich übersetzt "es ist Zeit"). Im korrekten Englisch würde man sagen: "We are done", "I am done" oder "it is done".
Are we on the same page?
Ist das klar? bzw. verstehst Du mich? (in korrektem Englisch würde man sagen: Is it clear? bzw. Do you understand me?).
I am coming
Obwohl wörtlich übersetzt "ich komme", substituiert der Ausruf "I am coming" im Namlish vielmehr das englische "I will be right back" (dt. ich bin gleich zurück). Dies kann vor allem deshalb sehr verwirrend sein, weil Namlish-Sprecher z. B. "I am coming" sagen, während sie den Raum verlassen.
I'm coming now now
Ich komme sofort (in korrektem Englisch würde man sagen: I'm coming right now). Die Wiederholung des Wortes now (dt. jetzt) soll dabei das unmittelbare Bevorstehen der auszuführenden Handlung besonders unterstreichen. Ein einmalig verwendetes Now bedeutet im Namlish lediglich, dass ein Ereignis bald bevorsteht, jedoch nicht unmittelbar wie beim Gebrauch von Now Now.
... and what what
...und so weiter bzw. etc. (in korrektem Englisch würde man sagen: etc. oder ...and so on).
The time is going / The time is running
Die Zeit wird knapp (in korrektem Englisch würde man sagen: Time is running out).
What's up?
Wie geht's? (in korrektem Englisch würde man sagen: How are you?).
Can I go with it?
Kann ich es ausleihen? (in korrektem Englisch würde man sagen: Can I borrow it?).
Help me 20 Dollar
Bitte gib mir 20 Dollar (im Namlish ist die Formulierung help me die höfliche Art um etwas zu bitten. In korrektem Englisch würde man aber viel mehr sagen: Could you please give me 20 Dollar?).
Falling pregnant
Schwanger werden (in korrektem Englisch würde man becoming pregnant oder getting pregnant sagen).
Running stomach
Durchfall (in korrektem Englisch: Diarrhea).
To use to
Im Namlish wird das englische "usually" (dt. für gewöhnlich) sehr oft durch "to use to" substituiert, was in den meisten Fällen dem "usually" nahekommt, jedoch grammatikalisch falsch ist. Ein Beispiel ist der Satz "I use to go to church on Sunday" (dt. "Sonntags gehe ich für gewöhnlich in die Kirche"). In korrektem Englisch würde man hingegen sagen: "I usually go to church on Sunday".
How late is it?
Im Namlish ist die Formulierung "how late is it" gang und gäbe, wenn gefragt wird, wie spät es ist. In korrektem Englisch würde man aber fragen: "What is the time?". Das "how late is it" ist hingegen eine wörtliche Übersetzung des afrikaansen "Hoe laat is dit?".
How is the morning?
wörtlich übersetzt "wie ist der Morgen?". "How is the morning" ist eine alltägliche Grußform im Namlish, wobei es keine Rolle spielt, welche Tageszeit gegeben ist. In korrektem Englisch würde man "how are you" sagen.
To look smart
"Gut aussehen" bzw. "gut angezogen sein", wörtlich übersetzt aber "schlau" bzw. "smart aussehen". Im "echten" Englisch würde man vielmehr "to look good" oder "to look nice" sagen.
He/she is having / I am having
Wenn im Namlish Besitzverhältnisse dargestellt werden, dann findet die englische Gegenwartsform mit der Ing-Endung in fast jedem Fall Anwendung, während im "echten" Englisch diese nur dann Anwendung findet, wenn das dargestellte Besitzverhältnis genau zum Zeitpunkt der Aussage gegeben ist. Im Namlish würde man z. B. sagen: "He said she is having a new mobile phone" (dt. "Er sagte, sie hat ein neues Handy"). Im echten Englisch würde man hingegen "He said she has a new phone" sagen, weil aufgrund der Tatsache, dass die getätigte Äußerung "He said" (dt. "er sagte") bereits in der Vergangenheit liegt, das dargestellte Besitzverhältnis (Sie hat ein neues Handy) unmöglich in der unmittelbaren Gegenwart liegen kann. Im Namlish werden derartige Details aber generell ignoriert.

## Weitere Besonderheiten
Wie im oben aufgeführten Beispiel I'm coming now now wenden Namlish-Sprecher oft die Wiederholung von Wörtern an, um eine besondere Betonung eines Zustandes zu erzielen. Hier zu nennen wären z. B. Formulierungen wie fine fine (dt. gut, gut) für sehr gut oder Hi, hi! für eine besonders freudige Begrüßung.

Wenn man einen Namlish-Sprecher mit How are you? (dt. wie geht's?) grüßt, dann wird man in den meisten Fällen die Antwort yes oder yebo erhalten, obwohl im Englischen keine Antwort auf diesen Satz notwendig ist, da er lediglich eine Grußform darstellt. Das yebo stammt dabei aus der Sprache der Zulu und bedeutet ein starkes ja. Es wird im südlichen Afrika weit verbreitet genutzt.
Des Öfteren weist das Namlish hinsichtlich des Plurals und Singulars grammatikalische Merkwürdigkeiten im Vergleich zum "echten" Englisch auf: So ist im Namlish z. B. die Formulierung "She is having black hairs" (dt. Sie hat schwarzes Haar) gebräuchlich, obwohl man in korrektem Englisch den Haaren (engl. Hair) trotz eigentlicher Mehrzahl kein "s" anhängt. Dieses fälschlicherweise angehängte "s" findet sich z. B. auch beim Namlish-Wort "Musics" wieder, wenn die Mehrzahl von Musikstücken bzw. Musikrichtungen deutlich gemacht werden soll oder auch bei Broetchens, dem Plural von Brötchen.
Über Geld (engl. money) wird im Namlish vielfach im Plural (engl. them) anstatt im eigentlich gebräuchlichen Singular (engl. it) gesprochen.
Wenn über etwas Kleines, wie z. B. einen kleinen Gegenstand, gesprochen wird, setzen Namlish-Sprecher oft die Silbe ka vor das eigentliche englische Wort, so dass dann z. B. ein kleines "Ding" (engl. thing) zu ka-thing wird.
Im Namlish werden das englische "you have to" bzw. "you must" (dt. du musst / Sie müssen), "you should" (dt. du solltest / Sie sollten) und "you could" (dt. du könntest / Sie könnten) praktisch durchweg in der Formulierung "you must" zusammengefasst. Somit findet im Namlish praktisch lediglich "you must" Anwendung, was irritierend und gegebenenfalls auch unhöflich auf Außenstehende wirkt, da es sich im britischen Englisch hier um eine Befehlsform handelt.
Weil Namlish-Sprecher in den allermeisten Fällen keine englischen Muttersprachler sind, kommen im Namlish immer wieder neue Formulierungen an den Tag, welche im Vergleich zu "echtem" Englisch als sehr merkwürdig und für Außenstehende durchaus als sehr lustig erscheinen können. Beispiele hierfür sind z. B. nachgewiesene "Verlautbarungen" wie "Both of you three come here!" (dt. "Beide von euch drei, kommt her!") oder "Hang that calendar or else I'll hang myself" (dt. "Hänge den Kalender auf oder ich werde mich aufhängen!"). Bezüglich Letzterem will der Namlish-Sprecher sagen, dass er den Kalender aufhängen wird, wenn dies nicht zuvor die angesprochene Person tut, und keinesfalls, wie laut "echtem" Englisch verkündet, dass er sich erhängen wird, wenn der Kalender nicht durch die angesprochene Person aufgehängt werden würde. Ein weiteres Beispiel wäre der Satz "Pick up the paper and fall in the dustbin!" (dt. "Hebe das Papier auf und falle in den Mülleimer!"), wobei aber lediglich gefordert wird, dass der Angesprochene das Papier aufheben und in den Mülleimer werfen soll.
Das englische Verb suffering (dt. "leiden") findet im Namlish sehr häufig Anwendung, wenn auf irgendwelche größeren oder kleineren Probleme bzw. Unzulänglichkeiten eingegangen wird. Deshalb wird suffering im Namlish sehr oft "übernutzt", weil es im echten Englisch meist nur in Bezug auf das sehr ernsthafte, schwere Leiden unter bestimmten Problemen und Unzulänglichkeiten Anwendung findet.
Das englische Wort meat (dt. "Fleisch") bezeichnet im Namlish generell lediglich Rindfleisch, Ziegenfleisch und Wildbret, während Hähnchen im Gegensatz zum "echten" Englisch in den allermeisten Fällen spezifisch als chicken (dt. "Huhn") bezeichnet wird. Schweinefleisch und Lamm, welche wiederum im "echten" Englisch generell spezifisch als pork bzw. lamb bezeichnet werden, werden im Namlish hingegen in den meisten Fällen analog zu Rindfleisch, Wildbret und Ziegenfleisch schlichtweg als "meat" bezeichnet.

## Aussprache
Im Namlish spiegeln sich die ihm zugrunde liegenden Spracheinflüsse auch im Dialekt wider, so dass viele englische Wörter nicht wie gewohnt ausgesprochen werden. Die englischen Wörter Clothes (dt. Kleidung) oder kissed (dt. geküsst) werden z. B. häufig zweisilbig ausgesprochen, während sie im britischen Englisch einsilbig sind.
Generell scheinen die jeweiligen Muttersprachen einen starken Einfluss auf die Aussprache zu haben. Zu Verständnisproblemen kann es z. B. kommen, weil eine Vielzahl der Muttersprachler des Oshiwambo die Buchstaben „L“ und „R“ vertauschen, wenn sie Namlish sprechen. Dies liegt unter anderem daran, dass der Buchstabe "R" im Oshiwambo nicht vorkommt. Deshalb hört sich im Namlish z. B. der Satz "My love for you flows stronger than the river Jordan" (dt. "meine Liebe für Dich fließt stärker als der Fluss Jordan") in etwa folgendermaßen an: "My love for you frows stlonger than the liver Joldan". Muttersprachler des Otjiherero haben wiederum ein Problem mit Wörtern, welche mit dem Buchstaben "D" beginnen. Sie tendieren dann stark dazu, ein "N" vor das jeweilige "D" zu setzen, so dass z. B. aus dem englischen Wort "Dangerous" (dt. "gefährlich") "Ndangerous" wird. Die Nama und Damara neigen hingegen dazu, insbesondere bei englischen Wörtern, welche mit einem Vokal beginnen, Klicklaute einzufügen. Muttersprachler des RuKwangali haben wiederum Probleme mit der Aussprache des englischen th-Lautes, weshalb dieser sehr oft als ein einfaches "S" gesprochen wird. Die Lozi im Caprivi-Streifen haben Schwierigkeiten damit, ein auf einen Konsonanten folgendes "S" richtig auszusprechen, so dass z. B. aus dem englischen against (dt. "gegen (etwas)") "agenest" wird. Auch viele Muttersprachler des Afrikaans bringen Ungereimtheiten hinsichtlich der korrekten Aussprache englischer Wörter an den Tag: So wird des Öfteren der Buchstabe "H" am Anfang eines englischen Wortes in ein "J" umgewandelt, so dass z. B. aus "Help" (dt. "Hilfe") "Jelp" wird.
Als Resultat sprechen selbst viele Englischlehrer, welche etwa in Gegenden mit unregelmäßigem Gebrauch der englischen Sprache, also vor allem in ländlichen Regionen, aufgewachsen sind, englische Worte falsch aus und verwenden, im Vergleich zu korrektem Englisch, falsche Formulierungen und Redewendungen. Damit tragen sie dann direkt zur weiteren Ausbreitung des Namlish bei.
Das „R“ wird im Namlish meist sehr weich ausgesprochen, so dass z. B. das Wort Car (dt. Auto) mehr oder weniger zu Ca wird. Für Zuhörer, welche die Aussprache englischer Wörter im Namlish nicht gewohnt sind, können sich daher z. B. die Wörter Bird (dt. Vogel) und Bed (dt. Bett) durchaus identisch anhören. Hierzu trägt darüber hinaus die Tatsache bei, dass Namlish-Sprecher in den allermeisten Fällen die Ö-ähnliche Betonung der Buchstaben U und I in bestimmten englischen Wörtern wie z. B. "Bird" (dt. Vogel), "to burn" (dt. Brennen) oder "to turn" (dt. sich drehen) nicht richtig aussprechen können, sondern diese stattdessen vielmehr wie ein E betonen.

## Rezeption
Gegner der voranschreitenden Verbreitung des Namlish führen dies auf die sich ihrer Ansicht nach über die Jahre kontinuierlich verschlechternde Qualität des nationalen Bildungssystems zurück.

Die plötzliche Umstellung des von Afrikaans geprägten Bildungssystems brachte anfangs erhebliche Probleme mit sich, welche bis heute andauern. Bis heute wird diese "überhastete" Umstellung des gesamten Bildungsapparates auf die englische Sprache von Kritikern beanstandet.
Eine Studie der Florida State University kam 1993, also drei Jahre nach der Unabhängigkeit und der damit verbundenen "Sprachumstellung", zu dem Ergebnis, dass etwa 60 % der namibischen Lehrer nur über ein sehr schlechtes Englisch verfügten. Dementsprechend waren die Prüfungsergebnisse des Jahres 1993 mehr oder weniger schockierend. Dennoch hielt die Regierung an ihrer eingeschlagenen Linie fest und suchte die Schuld bei den Lehrern.
2009, also 19 Jahre nach der Etablierung der englischen Sprache als Amtssprache, sah Tötemeyer die weiterhin allgemein schlechte Kenntnis der englischen Sprache als Hauptgrund für die große Zahl an schlechten Schulabschlüssen im Land. Laut Tötemeyer konnten im Jahr 2009 etwa zwei Drittel der namibischen Sechstklässler nicht lesen.
Bereits 2008 prangerte die größte Tageszeitung Namibias, The Namibian, die gegebenen Zustände an den Schulen im Land erstmals in aller Öffentlichkeit an, wobei vor allem die unzureichenden Englischkenntnisse vieler Lehrer sowie das allgemeine Desinteresse von Eltern an den schulischen Leistungen ihrer Kinder hervorgehoben wurde. 2011, also 21 Jahre nach der Festlegung des Englischen als Amtssprache, führte diese Zeitung eine erneute Untersuchung der Gegebenheiten durch und kam zu dem Ergebnis, dass weiterhin 98 % der Lehrer über keine ausreichenden Englischkenntnisse verfügten, um diese Sprache nachhaltig zu lehren. Diese Erkenntnis basierte auf einer Englischprüfung, welche alle Lehrer des Landes in diesem Jahr auf Anordnung des Bildungsministeriums zu absolvieren hatten. Dem Testergebnis zufolge beherrschten darüber hinaus 70 % der Lehrer nicht einmal Grundkenntnisse der englischen Sprache. Aus dem Bericht der Zeitung geht außerdem hervor, dass zahlreiche Lehrer sogar Probleme damit hatten, persönliche Daten auf der ersten Seite des in englischer Sprache gehaltenen Formulars einzutragen, weil sie das Niedergeschriebene nicht verstanden. Generell schnitten jüngere Lehrer in der Prüfung aber besser ab als Ältere, was das Bildungsministerium für die Zukunft hoffen lässt.
Das Namlish Tolerierende bzw. dem Namlish Zugewandte heben dessen Eigendynamik und stetige Weiterentwicklung hervor. Darüber hinaus wird Namlish von Befürwortern als eine Begleiterscheinung der Entwicklung einer nationalen Identität betrachtet, "weil man eben doch namibisch und weder englisch noch amerikanisch ist".
Bereits im Jahr 2000 warnte die damalige Bildungsministerin von Namibia, Dr. Becky Ndjoze-Ojo, davor, die namibischen Sprachen in Zukunft zu Gunsten von Englisch zu vernachlässigen. Auf dieses Problem wies 2012 auch Sindano hin.
2012 bezweifelte Gerson Sindano in der namibischen Tageszeitung New Era die Authentizität des Namlish und wies darauf hin, dass es sich dabei lediglich um eine Rechtfertigung für schlichtweg schlechte Englischkenntnisse in Namibia handelt. Wie Sindano hervorhebt, gibt es bis heute tatsächlich keine explizit "namlishe" Rechtschreibung und Grammatik, was das Namlish gegenüber allgemein "schlechtem Englisch" klar abgrenzen würde. Sindano vertritt, obwohl er gewisse Einflüsse der namibischen Muttersprachen auf die Ausdrucksweise einräumt, den Standpunkt, dass sich Namlish vornehmlich aus grammatikalischen Fehlern und einem begrenzten Wortschatz gegenüber dem echten Englisch definiert, weshalb es keinesfalls als eine klar abgrenzbare Variante der englischen Sprache betrachtet werden kann. Laut Sindano können Formulierungen wie z. B. "I am coming" anstatt "I will be back" (dt. "Ich bin gleich zurück") nicht als Namlish betrachtet werden, weil es sich bei derartigen Auswüchsen lediglich um grammatikalisch falsches Englisch handelt.
Im August 2013 kündigten die Herausgeber der namibischen Tageszeitung New Era an, in Zukunft Ausgaben in indigenen Sprachen herauszugeben, wobei das Oshiwambo aufgrund seiner Position als wichtigste indigene Sprache des Landes den Anfang machen soll. Andere indigene Sprachen sollen aber nach und nach ebenfalls berücksichtigt werden. Weil die Verantwortlichen mit diesem Schritt "den Zugang zu Informationen für sämtliche Teile der Gesellschaft fördern" wollen, kann dies als Eingeständnis der nach nunmehr 23 Jahren nach wie vor unzureichenden bzw. ungleichmäßig über die Gesellschaftsschichten verteilten Englischkenntnisse im Land betrachtet werden. In diesem Zusammenhang hob der Vorsitzende der New Era, Dr. Ben Mulongeni, außerdem hervor, dass es für die namibische Gesellschaft wichtig und nicht zu vernachlässigen sei, neben der englischen Sprache auch eine andere, indigene und flächendeckende Sprache zur Kommunikation untereinander zu pflegen. Dieser Standpunkt kann ebenfalls als eine radikale Abkehr von der hinsichtlich der Propagierung der englischen Sprache indoktrinierten Vorgehensweise der namibischen Regierung der letzten Jahre gedeutet werden.

## Sonstiges
Es gab (Stand August 2018) ein namibisches Online-Magazin namens Namlish.com.
Nach Namibia Zugezogene, ob englische Muttersprachler oder nicht, gewöhnen sich oft das Namlish mehr oder weniger an, so dass sie, in gewisser Hinsicht, über die Zeit selbst zu einem bestimmten Grad zu Namlish-Sprechern werden.
2011 veröffentlichte der namibische Kwaito-Künstler Tate Buti sein Album Kastoma Seves, womit er auf die namlishe Aussprache englischer Wörter Bezug nimmt. Mit "Kastoma Seves" ist dabei das englische "Customer Service" (dt. Kundendienst) gemeint.